# یواس‌اس ال-۲ (اس‌اس-۴۱)
یواس‌اس ال-۲ (اس‌اس-۴۱) (به انگلیسی: USS L-2 (SS-41)) یک زیردریایی بود که طول آن ۱۶۷ فوت ۵ اینچ (۵۱٫۰۳ متر) بود. این زیردریایی در سال ۱۹۱۵ ساخته شد.